# Городок (Березорядское сельское поселение)
Городок — деревня в Бологовском районе Тверской области, входит в состав Березорядского сельского поселения.

## География
Деревня находится в северной части Тверской области на расстоянии приблизительно 33 км на северо-восток по прямой от районного центра города Бологое на правом берегу реки Мста.

## История
Известна с 1865 года. В 1879 году здесь была учтена усадьба. Барский усадебный дом стоял на «Юзиной горе», возвышенном месте в самом начале селения до 1970-х годов. В советское время работали колхозы «Память Ленина», «Завет Ильича» и совхоз «Сеглинский».

## Население
Численность населения: 8 человек (русские 100 %) в 2002 году, 8 в 2010.